# Esnes
Esnes ist eine französische Gemeinde mit 673 Einwohnern (Stand: 1. Januar 2022) im Département Nord in der Region Hauts-de-France. Sie gehört zum Arrondissement Cambrai und zum Kanton Le Cateau-Cambrésis. Die Einwohner werden Esnois genannt.

## Geographie
Esnes liegt an der Warnelle, etwa neun Kilometer südsüdöstlich von Cambrai. Umgeben wird Esnes von den Nachbargemeinden Wambaix im Norden, Haucourt-en-Cambrésis im Nordosten und Osten, Walincourt-Selvigny im Osten und Südosten, Crèvecœur-sur-l'Escaut im Süden und Südwesten, Lesdain im Westen sowie Séranvillers-Forenville im Nordwesten.

## Bevölkerungsentwicklung
| Jahr                       | 1962 | 1968 | 1975 | 1982 | 1990 | 1999 | 2006 | 2012 | 2020 |
| Einwohner                  | 903  | 818  | 809  | 753  | 719  | 656  | 624  | 663  | 673  |
| Quellen: Cassini und INSEE |      |      |      |      |      |      |      |      |      |

## Sehenswürdigkeiten
- Kirche Saint-Pierre
- Schloss Esnes, ursprünglicher Bau aus dem 12. Jahrhundert als Burganlage, weitgehend heute aus dem 15. Jahrhundert, wieder errichtet im 18. Jahrhundert, mittelalterliches Portal, Monument historique seit 1971

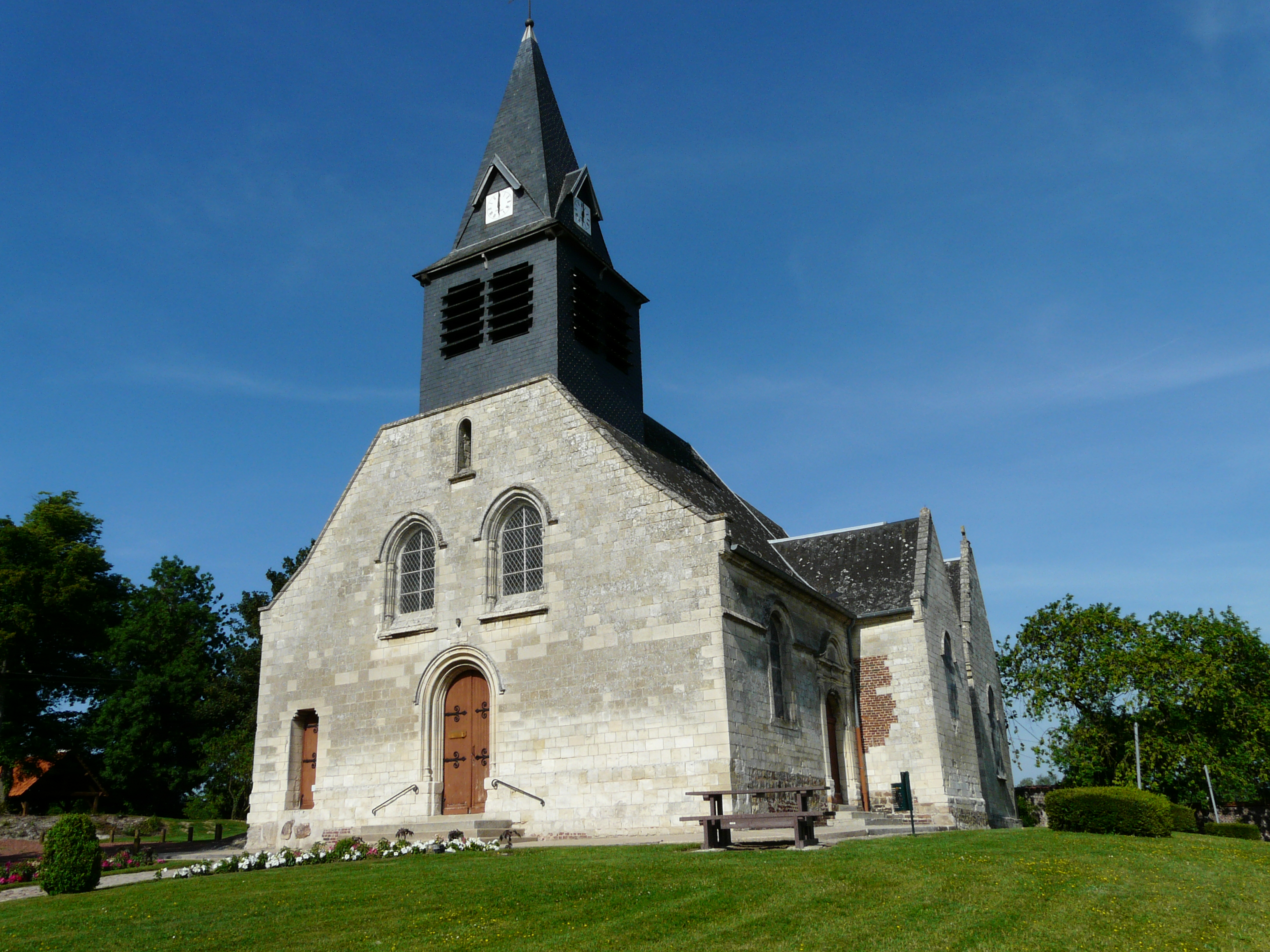
Kirche Saint-Pierre
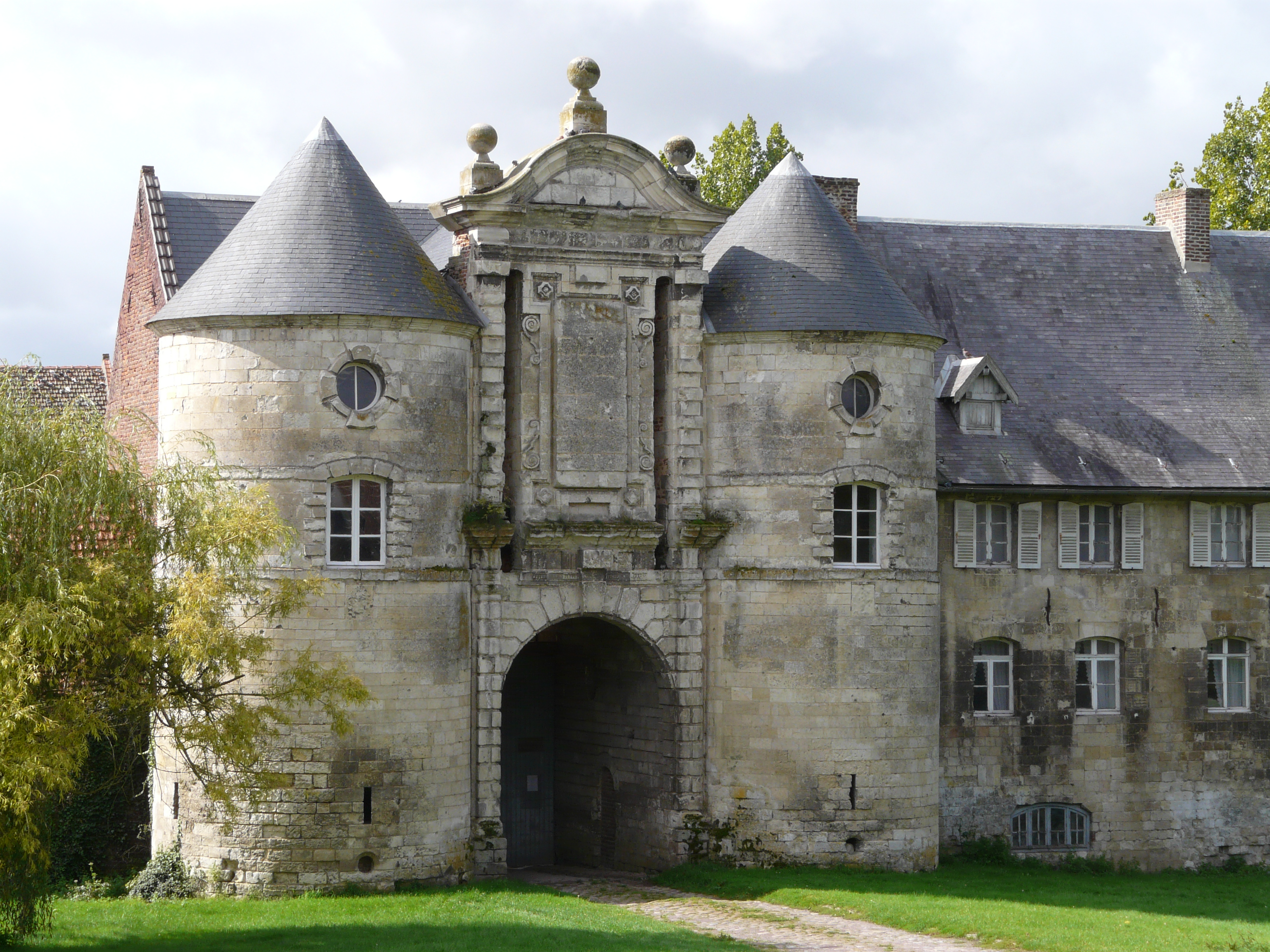
Schloss
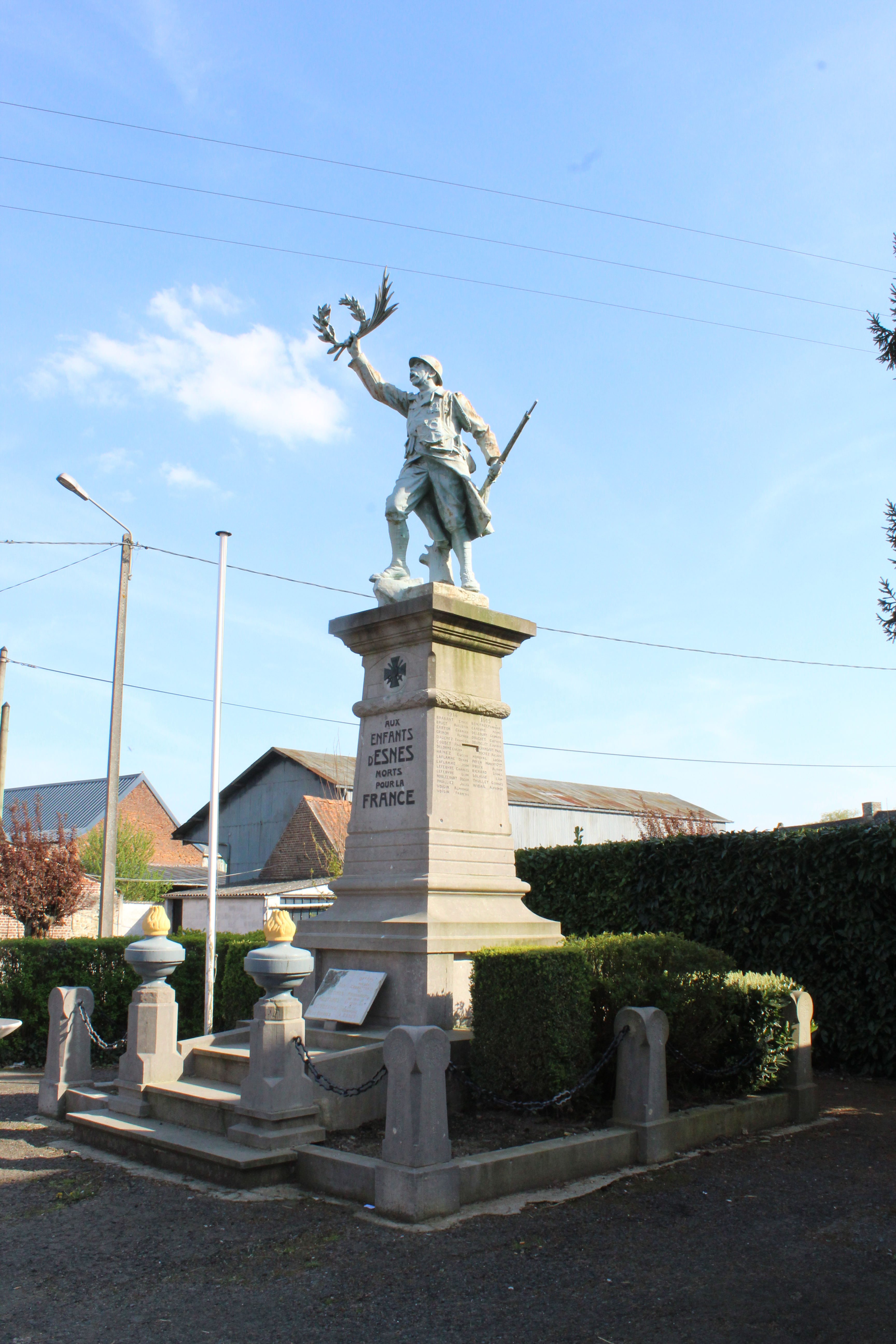
Gefallenendenkmal